# 1971 год в истории изобразительного искусства СССР
1971 год был отмечен рядом событий, оставивших заметный след в истории советского изобразительного искусства.

## События
- 7 января — Выставка произведений Народного художника СССР Василия Ефанова открылась в Москве в залах Академии художеств СССР. Экспонировалось 200 работ автора[1].

- 12 января — Выставка произведений художника-анималиста Игоря Скоробогатова открылась в Ленинграде во Дворце работников искусств им. К. С. Станиславского[2].

- 21 января — Выставка произведений графики Народного художника СССР Дементия Шмаринова открылась в Ленинграде в залах Государственного Русского музея[2].

- 18 февраля — Выставка произведений графики Народного художника СССР Алексея Пахомова открылась в Москве в залах Академии художеств СССР[3].

- 25 февраля — Выставка произведений Народного художника СССР Семёна Чуйкова открылась в залах Союза художников СССР[3].

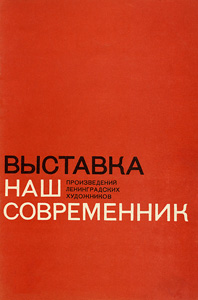
Каталог выставки

- Всесоюзная художественная выставка "Физкультура и спорт" открылась в Москве.

- 26 марта — Х-я Выставка произведений членов Академии художеств СССР открылась в Москве в залах Академии художеств. Экспонировались работы 75 авторов[4].

- 28 марта — Выставка произведений ленинградских художников «Наш современник» открылась в залах Государственного Русского музея. Экспонировались 300 произведений живописи, 200 скульптурных и 150 графических работ[5][6][7].

- Выставка «Труд в произведениях советских художников» открылась в Москве в залах Государственной Третьяковской галереи[8].

- Весенняя выставка произведений ленинградских художников 1971 года открылась в залах Ленинградского отделения Союза художников РСФСР[9].
- октябрь - ноябрь - выставка "На земле Туркмении" группы "Семёрка". Музей Востока. Москва. Куратор М.Н. Халаминская. Издан каталог выставки, автор-составитель М.Н. Халаминская. Участвовали: Бабиков, Станислав Геннадьевич, Бекмурадов, Кульназар Бекмурадович, Байрамов, Дурды Байрамович, Акмухаммедов Шаммухаммед (Шаджан), Мамедов Мамед, Джумадурды Джума, Амангельдыев Чары.

- 10 декабря в залах Ленинградского отделения Союза художников РСФСР открылась «Осенняя выставка произведений ленинградских художников 1971 года» [10][10][11][12].

- В Ленинграде в залах Академии художеств открылась выставка акварели и рисунка художников-передвижников, к 100-летию первой выставки передвижников в залах Императорской Академии художеств[13].

## Родились
- 27 мая — Аветисян Арсен Альбертович, российский скульптор (ум. в 2004).
- 6 сентября — Адамов Алексей Владимирович, российский живописец.

Арсен Аветисян

## Скончались
- 23 января — Викулов Василий Иванович, русский советский живописец (род. в 1904)
- 8 мая — Британишский Лев Романович, советский живописец, график, прикладник (род. в 1897).
- 20 августа — Самохвалов Александр Николаевич, русский советский живописец, график, прикладник, монументалист, Заслуженный деятель искусств Российской Федерации (род. в 1894).
- 21 сентября — Янсон-Манизер Елена Александровна — советский скульптор, заслуженный деятель искусств РСФСР, жена советского скульптора М. Г. Манизера.
- 12 октября — Сегал Александр Израилевич, живописец, театральный художник и педагог (род. в 1905).
- 19 октября — Федоричева Мария Александровна, советская художница, живописец (род. в 1895).
- 18 ноября — Орлов Сергей Михайлович, советский скульптор, Народный художник РСФСР, лауреат Сталинской премии (род. в 1911).
- 9 декабря — Конёнков Сергей Тимофеевич, русский советский скульптор, Народный художник СССР, действительный член Академии художеств СССР, лауреат Ленинской премии, Герой Социалистического Труда (род. в 1874).
- 19 декабря — Иванова-Эберлинг Елена Александровна, российская советская художница, живописец (род. в 1905)

### Полная дата неизвестна
- Татарников Георгий Павлович, русский советский живописец (род. в 1914)